# Urstjärnbäcken
Urstjärnbäcken este o arie protejată (arie specială de conservare — SAC, sit de importanță comunitară — SCI) din Suedia întinsă pe o suprafață de 1.063,1 ha, integral pe uscat.

## Localizare
Centrul sitului Urstjärnbäcken este situat la coordonatele 66°00′29″N 20°54′28″E / 66.0081°N 20.9077°E.

## Înființare
Situl Urstjärnbäcken a fost declarat sit de importanță comunitară în aprilie 2004 pentru a proteja 1 specie de plante. Situl a fost protejat și ca arie specială de conservare în martie 2011.

## Biodiversitate
Situată în ecoregiunea boreală, aria protejată conține 8 habitate naturale: Cursuri de apă de la nivel de câmpie la nivel montan, cu vegetație Ranunculion fluitantis și Callitricho-Batrachion, Turbării Aapa, Mlaștini împădurite, Păduri caducifoliate de mlaștină fino-scandinave, Mlaștini turboase de tranziție și turbării mișcătoare, Lacuri și iazuri distrofice naturale, Liziere de ierburi înalte hidrofile de câmpie și de nivel montan până la alpin, Taiga vestică.
La baza desemnării sitului se află o specie protejată de  plante: Ranunculus lapponicus.